# 嶋原文雄
嶋原 文雄（しまばら ふみお、1953年10月26日 - ）は、日本の裁判官。山形地方裁判所所長等を経て、仙台高等裁判所部総括判事を務めた。

## 人物・経歴
中央大学卒業後、岐阜地方裁判所判事補、静岡地方裁判所沼津支部判事補、東京地方裁判所判事、青森地方裁判所部総括判事、札幌高等裁判所判事、札幌地方裁判所岩見沢支部長、東京高等裁判所判事、札幌地方裁判所部総括判事、東京家庭裁判所部総括判事等を経て、2013年山形地方裁判所所長、山形家庭裁判所所長。2014年仙台高等裁判所部総括判事。

## 裁判
- 収賄罪で起訴されたいわき市立総合磐城共立病院元心臓血管外科主任部長の医師に対し、「地位を利用した卑劣なもの」として、被告人の控訴を棄却した[2]。
- 山形県や山梨県で連続強姦致傷事件の控訴審で、「別の真犯人の痕跡が存在する可能性が想定できない」などとして、元NHK記者の被告人の控訴を棄却した[3][4]。
- 筋弛緩剤点滴事件の再審請求即時抗告審で、「警察鑑定の信用性は揺るがない」として、再審を認めない決定をした[5]。